# Mitti-Skatasjön
Mitti-Skatasjön är en sjö i Umeå kommun i Västerbotten och ingår i Dalkarlsån-Sävaråns kustområde.